# Jjolmyeon
I jjolmyeon (쫄면?, 쫄麵?, tcholmyŏnMR) sono un tipo di spaghetti coreani dalla consistenza molto gommosa, tipici della città di Incheon. Il nome è usato per antonomasia anche per riferirsi a un piatto freddo della cucina coreana preparato con i noodle omonimi, verdure e gochujang.

## Storia e caratteristiche

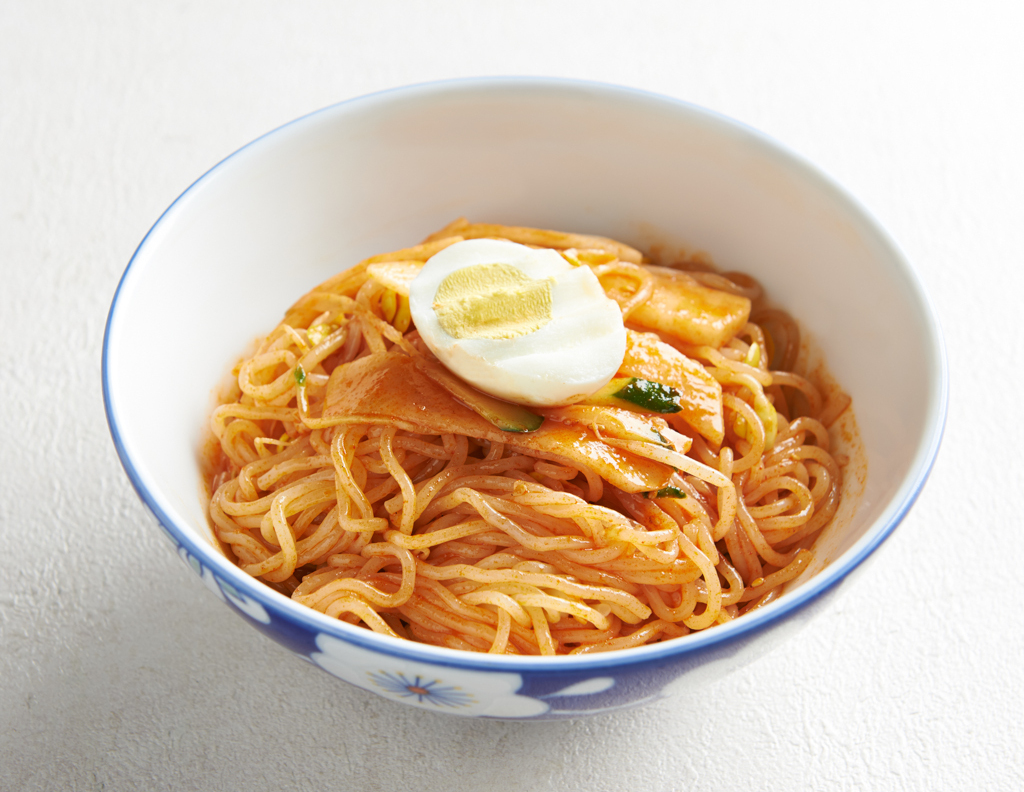
Un piatto di jjolmyeon.

I jjolmyeon vennero creati all'inizio degli anni Settanta nella fabbrica di noodle Gwangsin Jemyeon del distretto di Jung a Incheon, ad opera di un dipendente che, per errore, impostò l'estrusore per formare i naengmyeon a una larghezza troppo alta. I noodle sbagliati vennero donati a uno snack bar (bunsik) del quartiere affinché non andassero sprecati, e grazie al condimento di gochujang con cui furono serviti diventarono un piatto popolare e fisso insieme a ramyeon e tteokbokki. Si diffusero in tutto il Paese grazie al passaparola tra le studentesse, che apprezzavano la combinazione tra il sapore acido, dolce e piccante e la consistenza gommosa, dovuta al loro metodo di produzione, uguale a quello con cui si realizzano i tteok: sin dalla fase d'impasto, amido e farina vengono cotti a una temperatura compresa tra i 130 e i 150 °C che ne aumenta la viscosità, al contrario di altri tipi di noodle che si producono a freddo. Vengono poi estrusi a pressione molto elevata attraverso fori da 1,5 millimetri: ciò conferisce una consistenza densa che ostacola l'assorbimento dell'acqua, permettendo di aggiungerli a diversi tipi di zuppe come quella di frutti di mare (haemultang) e di rana pescatrice (agutang).
Una teoria alternativa suggerisce che i jjolmyeon non siano nati per errore ma dopo un'attenta ricerca, portando come argomento a favore i diversi ingredienti con cui si preparano i naengmyeon.